# Dairy Queen
Dairy Queen (DQ) – amerykańska sieć barów szybkiej obsługi, należąca do holdingu Berkshire Hathaway. Ofertę przedsiębiorstwa stanowią potrawy typu fast food oraz desery. Siedziba firmy mieści się w Minneapolis.
Przedsiębiorstwo Dairy Queen rozpoczęło działalność od sprzedaży lodów amerykańskich. W kolejnych latach oferta rozszerzyła się o inne desery mleczne (torty, shaki itp.) oraz potrawy fast food (m.in. hamburgery, hot dogi, frytki). Pierwszy sklep otworzony został w 1940 roku w Joliet, w stanie Illinois. W 1947 roku liczba obiektów należących do sieci przekroczyła 100, w 1955 roku – 2600. W 2014 roku sieć Dairy Queen liczyła ponad 6000 obiektów gastronomicznych w Stanach Zjednoczonych, Kanadzie i 18 innych krajach.
W 2015 roku sieć otworzyła trzy placówki w Polsce. Wszystkie zamknięte zostały w 2016 roku.

Dairy Queen Blizzard – jeden z produktów oferowanych w sieci restauracji